# Захоплення Луганська більшовиками
Захоплення Луганська більшовиками — військова операція загонів Червоної гвардії Донбасу під командуванням Пархоменка та Ворошилова по захопленню Луганськf в кінці 1917 — початку 1918 року. Більшовикам протистояв 25-й українізований запасний полк на чолі з Михайлом Малашком.

## Історія
20(7) листопада 1917 року ІІІ Універсалом проголошена Українська Народна Республіка. 
Наприкінці 1917 року Луганськ став основним центром більшовиків, які активно протистояли урядовим військам Української Народної Республіки. Опорою українського національного руху у Луганську на той час були частини 25-го українізованого запасного полку. Проукраїнські настрої панували також серед луганських залізничних службовців. В Луганську діяла Слов'яносербська українська повітова рада, одним із провідників луганських українців був інженер Георгій (Юрій) Лисенко, командування перейняв на себе заступник комісара Донбасу від Центральної Ради, українського парламенту, Михайло Малашко. 
Український рух у Луганську більшовики розцінювали як "виразно... антирадянський". Вони відзначали безсумнівну, хоча й короткотривалу політичну активність українців. Повітова рада, що її організували українці "на противагу більшовицькій Раді і Ревкому", проіснувала майже півтора місяці. 
27 листопада український начальник гарнізону міста Луганська видав наказ, про те що усі солдати-неукраїнці отпускаються на місяць додому а потім можуть з'явитися за місцем проживання до своїх військових начальників.
На перший Всеукраїнський з'їзд рад, який проходив у Києві з 4 по 6 грудня 1917 р., з Луганська поїхали  І. Лозовий та Черідніченко. Як писав більшовицький автор, делегатів "накачали" в Києві і, повернувшись до Луганська, вони створили на залізниці Украінський залізничний комітет. Місцевий більшовицький виконком не надав йому не якогось значення. Український залізничний комітет злився з більшовицьким комітетом і працював так два тижні. Але після пленарного засідання Луганської ради, на якій був прийнята резолюція з "національного питання", також на засіданні було схвалено робота РНК РРФСР. Після цього українці порвали з усіма більшовицький організаціями і почали вести проти неї боротьбу. Про це писав Ворошилов:
```
 " Наші українці, крім УЦР з Києва, нічого і нікого не визнають, а нас розглядають як елемент, який забрався «в чужу хату», який підлягає вигнанню." 
[
4
]
```

На питання яка мета була у місцевих українських організацій також відповідає Ворошилов:
```
" Українці у нас хочуть будь-що-будь українізувати місто і всі установи. Але біда в тому, що всі робочі і українського і неукраїнського походження досить виразно  висловлюються проти українізації у що б то не стало .."
[
2
]
```

## Ліквідація винного складу
На початку Першої світової війни в Російській імперії було запроваджено «сухий закон» – продаж алкоголю заборонявся майже повністю. В Луганську діяв казенний винний склад № 6. Там зберігалось більше 400 відер горілки.
Охорону складу здійснював 25-й Бахмутський український полк. Серед мешканців Луганська поширювалась ідея розгромити винний склад. У певний момент більшовики відсторонили українців та взялися самі охороняти склад. Погромних настроїв це не спинило. Щоби запобігти соціальному вибуху та повторенню бахмутського погрому було вирішено запаси горілки знищити – розстріляти з кулеметів. Однак це зробити не вдалось, бо на це потрібно було надто багато часу та набоїв. А місцеві мешканці, почувши про намір знищити горілку, почали розкрадати склад.
Врешті, було ухвалено розпочати продаж цієї горілки "не более одной бутылки на душу и не дороже, как по одному рублю". Від цієї фінансової операції більшовики отримали понад 1 млн. карб.

## Інцидент з вагоном зброї
Більшовицька партійна організація скерувала до Харкова свого члена Дмитра Васильовича Богданова із завданням дістати зброю для озброєння підконтрольного більшовикам загону Червоної гвардії Луганська.
Богданову вдалось роздобути вагон гвинтівок і чотири кулемети. Вагон перебував на станції Ниркове. Туди вирушив загін більшовиків (15 червоноармійців на чолі з Олександром Пархоменком, Миколою Мишковим та Павлом Васильовичем Івановим).
Більшовики насильно відправили вагон зі зброєю у складі пасажирського потягу до Луганська.
Контрольована більшовиками червона гвардія розставила по Луганську свої пости, а на станцію пригнали паровоз з патронного заводу, щоби швидко відтягнути вагон зі зброєю і сховати її на заводі.
На інформацію про скоре прибуття вагону зі зброєю швидко зреагували солдати 25-го українського полку. Вони оточили залізничну станцію. Поки більшовики пречеплювали вагон зі зброєю до свого паровоза, українці змогли підійти до вагона. Першим вистрілив Олександр Пархоменко, його підтримали більшовики-кулеметники звагону.
Паровоз рушив у напрямку патронного заводу.
Один із українських вояків перевів стрілку на іншу колію. Вагон зійшов з колії. Навколо зібрались більшовики та українці і зав'язалась суперечка.
Олександр Пархоменко про це згадував: «З Харкова я привіз зброю. Але провокатори про це донесли петлюрівцам. Вони оточили паровоз і вагони, де знаходилася зброя.
Тим часом наспіли червоногвардійці. Зав'язався бій. Перемога залишилася на нашому боці. Треба було відвезти цю зброю на патронний завод. У цей час з'явилася кавалерія петлюрівців. Їх офіцер скомандував „пли“, і кулі обсипали червоногвардійців, які стояли біля вагонів, і мене, але не зачепили .. Я вихопив бомбу і закричав: „Ми вмираємо за праве діло, і ви помрете, як негідники!“ Петлюрівці, злякавшись бомби, відскочили. І як з-під землі виросли мої кулеметники. Вони відкрили вогонь. Вороги розбіглися. Зброя нами була відвезено зі станції на завод, де і роздано робітникам».
На місце аварії вагона прибули представники ради червоноармійці представники української повітової ради. Після довгих суперечок було прийнято рішення перенести зброю в будівлю Слов'яносербської повітової народної ради і поставити біля нього паритетний караул з солдатів і червоногвардійців. Питання про те, кому потрібно було передати зброю мало вирішитися на наступний день. Однак, уночі більшовики з патронного і гартманского заводів зв'язали українську частину варти і перевезли зброю на патронний завод.
Київська газета «Нова рада» цитувала харківське видання «Нова громада»: «така сама подія трапилася й в Луганську, де „Гайдамаки“ оточили вагона та забрали до себе зброю, що було прислано для „красної гвардії“, в вагоні було 1200 рушниць».

## Демобілізація 25-го українського полку
Напередодні Різдва вояків 25-го українського полку розпустили по домівках. У часі це збіглося із демобілізацією, оголошеною військовим міністром УНР Миколою Поршем. 
Після розпуску українського полку Українська повітова рада до кінця січня припинив своє існування, а її голова зник в невідомому напрямку.
26-27 грудня 1917 року у Луганськ увійшов більшовицький загін Юрія Сабліна .

## Луганський раднарком
У лютому 1918 р. у Луганську відбувся з’їзд рад Луганського гірничого району. На з’їзді було обрано виконавчий комітет рад у складі Борис Вобліков (голова), Яків Істомін, Іван Пархоменко-Крицький, Юрій Лутовінов. Невдовзі цей виконком об’єднався з виконкомом Луганської (міської) ради робітничих депутатів. Спільно вони утворили Луганську раду народних комісарів. Очолив цю раду Юрій Лутовінов. 
Луганська рада народних комісарів претендувала на владу в Луганську та околицях. 9 квітня 1918 р. Луганський раднарком об'єднався із Раднаркомом ДКР.

## Звільнення від більшовиків
Наприкінці квітня – на початку травня 1918 року Луганськ було звільнено від більшовиків та відновлено владу УНР.